# Sovrapproduzione
In economia, il termine sovrapproduzione indica l'eccesso di offerta di un determinato bene rispetto alla domanda del mercato, portando ad una discesa dei prezzi ed alla difficoltà di vendere la merce/prodotto da parte del venditore ai consumatori diretti.

## La sovrapproduzione nella filosofia marxista
Ne parla Karl Marx come inevitabile conseguenza del capitalismo. Intensificando al massimo la produzione per l'ottenimento del massimo profitto, si favorisce l'insorgere di crisi di sovrapproduzione. Per uscirne la società capitalistica deve distruggere parte della produzione e delle forze produttive, distruggere ricchezza e provocare miseria per produrre nuova ricchezza.

## Crisi di sovrapproduzione nella storia
La prima grande crisi mondiale di sovrapproduzione fu quella del 1873-1895, nota come Grande depressione (1873-1895). A differenza delle precedenti crisi economiche dove si assisteva a delle carestie con diminuzione dell'offerta ed un aumento dei prezzi per surplus di domanda, qua ci si trovò di fronte ad un crollo dei prezzi.
La Grande depressione del 1929 è considerata un altro esempio tipico di crisi da sovrapproduzione: l'aumento della disoccupazione per calo dei consumi riduceva la domanda e di conseguenza metteva ancora in crisi la produzione, generando nuovi disoccupati (feedback positivo).